# Arthur G. Hassø
Arthur Gerhard Hassø (21. august 1899 i Allerslev – 16. oktober 1962 i Sjælsmark) var en dansk arkivar og historiker.
Hassø var søn af nattevagt H.P. Hassø og hustru Anna f. Hansen. Han blev student i Høng 1919, cand.mag. 1927, udførte arkivordningsarbejde for Videnskabernes Selskabs arkivkommission 1927-31, var vikar ved Metropolitanskolen 1927-34, arkivar II ved Rigsarkivet 1934-49, indehaver af firmaerne Microprint og Colorprint fra 1949. Han var på studieophold og rejser i Sverige, Finland, Estland, Letland, Tyskland, Italien og USA; undervisningsassistent i historie ved Københavns Universitet 1936-38.
Han var medlem af bestyrelsen for Arkivarforeningen 1940-49, formand for arkivsektionen af Organisationen for fagligt uddannede Tjenestemænd ved Statens Arkiver, Biblioteker og Museer 1943-49, medstifter af og medlem af repræsentantskabet for Foreningen til Beskyttelse af videnskabeligt Arbejde 1943-50, medstifter af samt sekretær og kasserer for Dansk historisk Fællesfond 1944-50 og formand for Dansk Exlibris Selskab 1941-46.

## Litterære arbejder
- Ringsted Købstads Historie til 1600 (1921-22)
- Københavns Historie 1523-1870 (i Vor gamle Hovedstad, 1929)
- Københavns Brandvæsens Historie 1294-1930 (1931)
- Køge Bys Historie til 1870 (1932)
- Arthur G. Hassø (1932), "Den danske Regering og Koffardifarten Nord om Norge i det 16. Aarhundrede", Historisk Tidsskrift: 556-610, Wikidata  Q118436082
- Kristoffer Valkendorf (1933)
- Christiansborgs brand 1884|Kristiansborgs Brand 1884 (1934)
- Københavns Skipperlavs og Skipperforenings Historie 1634-1934 (1934)
- Den danske Boghandlerforenings Historie 1837-1937 (1937)
- Historiske Oversigtstabeller 1500-1936 (1937)
- Reitzels Gaard (1938)
- Københavnsk Haandværks Historie (1940)
- Leo Estvads exlibris (1941)
- Danske Exlibris (1942)
- Valkendorfbogen 1582 (1943)
- Gamle Landevejskroer (1946)
- Københavns Frihavn, Tilblivelse og Virksomhed 1894-1944 (1946)
- Historiske og topografiske afhandlinger i tidsskrifter m. m. (bl.a. "Den danske Regering og Koffardifarten Nord om Norge i det 16. Aarhundrede", "Kristian III's og Dronning Dorotheas Kroning 1537" og "Bispernes Fængsling og Herredagen i København 1536")
- Redaktør af Danske Slotte og Herregaarde og Danske Slotte og Palæer.